# Adam Bartnikiewicz
Adam Bartnikiewicz (ur. 1972 we Wrocławiu)  – polski wokalista, kompozytor, autor tekstów.

## Kariera
W 1990 roku założył grupę muzyczną Konkwista 88, z którą grał do 2005 roku. W 1997 roku wraz z gitarzystą Olafem Jasińskim z zespołu Honor założył projekt Adam & Olaf, pod którego szyldem wydał album pt. Ziemia Wiecznych Prawd, po czym rozwiązał grupę. W 2003 roku założył zespół Contra Boys, z którym nagrał trzy albumy. W 2007 roku założył projekt Predator, z którym wydał płytę pt. Hunt pod szyldem wytwórni White Noise Records.
Do innych projektów muzycznych Bartnikiewicza należą: S.O.L. („Save Our Land”), White Fist, Frankenstein i Godzina Zero. Przygotował też mastering dla metalowej grupy Silent Confusion na ich album „The Gods and the Leaders”.
Pracuje jako realizator dźwięku w telewizji Polsat we Wrocławiu. W pracy zawodowej pracował przy realizacjach telewizyjnych, m.in.:
- 2009 – Rajskie klimaty dźwięk,
- 2009 – „N1ckola, the lonelygirl15 universe”, dźwięk,
- 2007 – Sex FM muzyka, dźwięk,
- 2005–2006 – Warto kochać, dźwięk,
- 2005–2007 – Biuro kryminalne, dźwięk (odcinki: 1–16),
- 2011 – Świat według Kiepskich, dźwięk (odcinek 366).
- 2011 – Głęboka woda
- 2017–2019 – Wataha
- 2018–2022 – Ślad (realizacja dźwięku).

W 2017 roku pracował przy filmie Twój Vincent jako dźwiękowiec.

## Popularność
Adam Bartnikiewicz jest założycielem zespołu Konkwista 88, który był, obok Honoru, najbardziej znaczącą polską grupą RAC. Zdaniem autorów opracowania Skinheadzi a ultraprawica w krajach Europy Środkowej „Muzycy pochodzący z Wrocławia to właściwie wizytówka polskiego nurtu tej muzyki, a członkowie zespołu z dumą mówią o sobie, iż każdy biały patriota na świecie pytany o Polskę, kojarzy ją z K88. [...] Poprzez uczestnictwo w przeróżnych płytach składankowych grupa zyskała sobie przychylność zwolenników skrajnej prawicy na całym świecie”. Również kwartalnik Nigdy Więcej stwierdza, że „jednym z bardziej znanych przykładów ekspansji skrajnej prawicy jest działalność Adama Bartnikiewicza – byłego lidera Konkwisty 88. Jego późniejsze ansamble – takie jak Predator, Save our Land czy White Fist – są bardziej cenione i znane za granicą niż w rodzinnym kraju. Miernikiem popularności jest fakt dobrze rozwiniętej dystrybucji jego płyt nie tylko w Europie, ale również w Rosji i Stanach Zjednoczonych. Bez problemu znajdziemy tam również recenzje każdej jego produkcji. Pierwsza grupa Bartnikiewicza była doskonale znana poza granicami naszego kraju już w latach 90”.
Politolog dr Przemysław Witkowski, na łamach Krytyki Politycznej, zalicza go do „ważnych postaci wrocławskiego środowiska nacjonalistycznego”, podkreślając iż „Adam Bartnikiewicz przez 15 lat istnienia zespołu [Konkwista 88] występował na najważniejszych skinowskich imprezach w Europie”.  Wokalista w swych poglądach łączy nacjonalizm z „czystością rasową”. Na zarzuty krytyków związanych z Obozem Narodowo-Radykalnym, iż  dla K88 ważniejsza była rasa niż naród, odpowiedział: „czym jest Naród bez czystości rasowej? Naród, który nie posiada tożsamości rasowej i traci swoje białe dziedzictwo! Bo czym jest biały Naród bez białej skóry?”.

## Dyskografia
- 1997 – Adam & Olaf "Ziemia wiecznych prawd"[9]
- 2000 – Adam & Olaf "Ziemia wiecznych prawd" (reedycja)
- 2000 – White Fist "Make a Stand"
- 2001 – White Fist "Follow The Warrior Way"
- 2002 – Godzina Zero "Prawo Ulicy"[10]
- 2003 – S.O.L. "Warmaker"
- 2005 – White Fist "We Are Ready For The Call"
- 2005 – S.O.L. "Extreme Solutions"
- 2006 – Frankenstein "Eye For An Eye"
- 2006 – S.O.L. "Manhunt"
- 2007 – Predator "Hunt"
- 2007 – Frankenstein/Hatred "Sparta"
- 2008 – S.O.L. "The law belongs to stronger"
- 2008 – Godzina Zero "To jest mój znak"[10]
- 2008 – Godzina Zero "Godzina Zero" (winyl)[10]
- 2009 – Godzina Zero "To jest mój znak" (reedycja)[10]
- 2013 – Trydent "Tak Daleko, Tak Blisko"[11]
- 2017 – Harpagan "Nadciąga sztorm".